# David Milinković
Manuel David Milinković (en cirílico: Мануел Давид Милинковић,, pronunciado [mǎnuel dǎʋid milǐːŋkoʋitɕ], Antibes, Francia, 20 de mayo de 1994) es un futbolista francés. Juega de extremo.

## Trayectoria
Nacido en Francia, Milinković es de ascendencia serbia por parte de su abuelo.
En 2012 entró a las inferiores del Estrella Roja en Serbia. Al año siguiente fichó por el FK Rad y fue enviado a préstamo al FK BASK Belgrado de la tercera división serbia, club en el que ficharía permanentemente en 2013.
En 2015 viajó a Italia a probar suerte en el Calcio. Milinković, luego de pasar a prueba en la A. S. Roma, fichó por la Ternana Calcio, donde jugó la segunda vuelta de la Serie B 2014-15. En el verano europeo de 2015 fichó por la Salernitana de la Serie B.
En enero de 2016 fichó por el Genoa y fue enviado inmediatamente a préstamo al Virtus Lanciano de la Serie B. No llegó a debutar con el equipo de Genoa, y en su paso por el club fue enviado a préstamo al Messina, el Foggia y el Heart of Midlothian de Escocia.
El 9 de julio de 2018 fichó por tres años por el Hull City inglés. Debutó en el primer encuentro de la temporada 2018-19, el 6 de agosto contra el Aston Villa.
El 27 de enero de 2020 fue enviado a préstamo por un año, con opción de compra, al Vancouver Whitecaps FC de la Major League Soccer.

## Estadísticas
Actualizado al último partido disputado el 23 de julio de 2020.
| Ternana · Italia | 2.ª           | 2014-15       | 3  | 0 | 0 | 0 | - | - | 3  | 0 |
| Ternana · Italia | Total club    | Total club    | 3  | 0 | 0 | 0 | 0 | 0 | 3  | 0 |
| Salernitana · Italia | 2.ª           | 2015-16       | 9  | 0 | 1 | 0 | - | - | 10 | 0 |
| Salernitana · Italia | Total club    | Total club    | 9  | 0 | 0 | 0 | 0 | 0 | 10 | 0 |
| Genoa · Italia | 1.ª           | 2015-16       | 0  | 0 | 0 | 0 | - | - | 0  | 0 |
| Genoa · Italia | Total club    | Total club    | 0  | 0 | 0 | 0 | 0 | 0 | 0  | 0 |
| Virtus Lanciano · Italia                                                                                                  | 2.ª           | 2015-16       | 7  | 0 | 0 | 0 | - | - | 7  | 0 |
| Virtus Lanciano · Italia                                                                                                  | Total club    | Total club    | 7  | 0 | 0 | 0 | 0 | 0 | 7  | 0 |
| Messina · Italia | 3.ª           | 2016-17       | 34 | 7 | 2 | 0 | - | - | 36 | 7 |
| Messina · Italia | Total club    | Total club    | 34 | 7 | 2 | 0 | 0 | 0 | 36 | 7 |
| Foggia · Italia | 2.ª           | 2017-18       | 0  | 0 | 2 | 1 | - | - | 2  | 1 |
| Foggia · Italia | Total club    | Total club    | 0  | 0 | 2 | 1 | 0 | 0 | 2  | 1 |
| Heart of Midlothian Escocia                                                                                               | 1.ª           | 2017-18       | 24 | 6 | 2 | 0 | - | - | 26 | 6 |
| Heart of Midlothian Escocia                                                                                               | Total club    | Total club    | 24 | 6 | 2 | 0 | 0 | 0 | 26 | 6 |
| Hull City Inglaterra | 2.ª           | 2018-19       | 8  | 0 | 1 | 0 | 2 | 0 | 11 | 0 |
| Hull City Inglaterra | 2.ª           | 2019-20       | 0  | 0 | 0 | 0 | 1 | 1 | 1  | 1 |
| Hull City Inglaterra | Total club    | Total club    | 8  | 0 | 1 | 0 | 3 | 1 | 12 | 1 |
| Vancouver Whitecaps FC · Canadá                                                                                           | 1.ª           | 2020          | 5  | 0 | 0 | 0 | 0 | 0 | 0  | 0 |
| Vancouver Whitecaps FC · Canadá                                                                                           | Total club    | Total club    | 5  | 0 | 0 | 0 | 0 | 0 | 0  | 0 |
| Total carrera | Total carrera | Total carrera | 0  | 0 | 0 | 0 | 0 | 0 | 0  | 0 |
| (1) Incluye datos de la Copa Italia, la Copa de Escocia y la FA Cup (2) Incluye datos de la Copa de la Liga de Inglaterra |               |               |    |   |   |   |   |   |    |   |